# Albeck (Austria)
Albeck – gmina w Austrii, w kraju związkowym Karyntia. w powiecie Feldkirchen. Według Austriackiego Urzędu Statystycznego liczyła 1034 mieszkańców (1 stycznia 2015).

## Współpraca
Miejscowości partnerskie:
- Fiume Veneto, Włochy
- Langenau, Niemcy